# Roger Pontare
Roger Pontare (* 17. Oktober 1951 in Slagnäs) ist ein schwedischer Sänger.

## Karriere
1994 gewann er zusammen mit Marie Bergman das Melodifestivalen mit dem Song Stjärnorna (dt.: die Sterne). Beim Eurovision Song Contest in Dublin erreichte das Duo einen respektablen 13. Platz bei 25 Startern. 2000 gewann er, diesmal als Solokünstler, wieder das Melodifestivalen mit dem Song När vindarna viskar mitt namn (dt.: „Wenn die Winde meinen Namen wispern“). Das Lied erreichte Platz 2 in den schwedischen Charts. In Stockholm trat er mit der englischen Version When Spirits Are Calling My Name (Wenn die Geister meinen Namen rufen) an. Er erreichte den 7. Platz. Beim Melodifestivalen 2017 schied er mit dem Lied Himmel och hav (dt.: Himmel und Meer) bereits in der Vorentscheidung aus.

## Diskografie
Alben
- 1995: Sinatrafied
- 1995: Julens sånger
- 1999: Som av is
- 2000: När vindarna viskar mitt namn
- 2000: When Spirits Are Calling My Name
- 2000: I vargens spår
- 2002: Den stora friheten
- 2006: Från Stjärnorna till Silverland
- 2011: Mitt vinterland